# Il club degli imperatori
Il club degli imperatori (The Emperor's Club) è un film del 2002 diretto da Michael Hoffman, tratto da un racconto di Ethan Canin intitolato The Palace Thief.

## Trama
Virginia, 1976. William Hundert, popolare e stimato professore del St. Benedict College, cerca non solo di insegnare storia antica ai suoi allievi, ma anche di forgiarne il carattere per quella che sarà la futura classe dirigente. Il progetto del professore rischia di fallire all'arrivo di Sedgewick Bell, figlio di un senatore molto influente. Sedgewick è il classico ragazzo che snobba lo studio e sfida le convenzioni del college (anche attraverso azioni come un bagno a torso nudo con le ragazze di un istituto confinante), rischiando di diventare un cattivo esempio per tutti gli altri studenti.
Il rapporto conflittuale che si instaura tra Hundert e Sedgewick viene risolto dal padre del ragazzo, il quale consiglia a Hundert di non plasmare il carattere di suo figlio, occupandosi esclusivamente della sua istruzione e cercando di essere più morbido di fronte al suo comportamento.
Dopo la visita del professore, però, il senatore telefona al figlio redarguendolo; da quel momento Sedgewick incomincia a studiare e a ottenere buoni voti. Addirittura Hundert, pur di incoraggiarlo a continuare a studiare, lo valuta in un compito con maggiore benevolenza facendolo divenire terzo miglior alunno della classe cosicché possa partecipare alla celebre gara dell'istituto che assegna il titolo di "Giulio Cesare" allo studente con le migliori conoscenze di storia classica. L'esclusione susciterà la delusione di colui che doveva essere di diritto il terzo della classe, Blythe.
Durante la gara però Sedgewick bara nascondendo dei foglietti con le risposte scritte sotto la toga. Hundert, che se ne è accorto, prima informa il preside dell'accaduto ma notando che quest'ultimo preferisce insabbiare il tutto per via delle ingenti donazioni che il padre del ragazzo effettua alla scuola, lo mette in difficoltà con una domanda non prevista ("Chi era Amilcare Barca?") di cui Sedgwick non conosce la risposta; la vittoria va dunque meritatamente ad un altro studente. Hundert rimprovererà Sedgewick di non aver gareggiato correttamente, e quest'ultimo tornerà alle solite buffonate e al suo atteggiamento scostante che aveva in precedenza. Alla fine dell'anno accademico otterrà il diploma solo grazie all'influenza esercitata dal padre.
La delusione per il comportamento di Sedgewick comunque caricherà Hundert di un enorme senso di colpa negli anni successivi per aver preferito un ragazzo con tante potenzialità ma poca voglia di fare ad un altro ragazzo che aveva lavorato sodo.
Nel 2001, venticinque anni dopo, Hundert è ancora un professore del College che, dopo la morte del precedente rettore, si è appena visto rifiutare la propria candidatura a preside perché ritenuto troppo all'antica. Viene invitato da Sedgewick, intanto divenuto importante uomo d'affari e prossimo a scendere in politica, in uno degli alberghi di sua proprietà. Sedgewick ha pensato di organizzare nuovamente la stessa gara con gli stessi partecipanti, ormai diventati adulti, dichiarando di volere la rivincita in cambio di una ingente donazione alla scuola.
Si ripete lo stesso copione: Sedgewick imbroglia, utilizzando un auricolare attraverso il quale un assistente gli passa le risposte. Anche stavolta però Hundert se ne accorge e con una domanda non prevista ("Chi era Shutruk-Nakhunte?"; sopra la porta dell'aula del professor Hundert c'è una targa su Shutruk-Nakhunte, che egli fa leggere a uno studente all'inizio di ogni anno scolastico, inizio a cui Sedgewick non aveva partecipato) ben sapendo che egli non può sapere la risposta e neppure trovarla su un normale testo di storia, fa in modo di far vincere nuovamente lo stesso ragazzo di venticinque anni prima. Dopo la gara Hundert incontra Bell in bagno e lo rimprovera sul fatto di non essere cambiato. Bell replica dicendo che a nessuno importava nulla dei principi di Hundert, ma poco dopo il figlio di Bell esce dalla toilette in cui si trovava e da cui aveva sentito tutto visibilmente turbato e deluso dalle parole del padre.
Per scaricare la coscienza che non aveva mai smesso di rimordergli, Hundert trovatosi a tu per tu con Blythe gli confessa di aver preferito Sedgewick a lui nella gara di 25 anni prima e che doveva essere lui sul palco del Giulio Cesare, e si sente in colpa per non averlo inserito tra i primi tre.
Il mattino dopo, mentre Bell viene intervistato dalle tv, gli ex alunni fingono di essersene andati tutti per vari impegni, mentre preparano un brindisi a sorpresa al loro professore. Al suo ritorno a scuola, Hundert ha un nuovo studente, il figlio di Blythe, a cui farà leggere di nuovo la targa sopra la porta, come aveva fatto fare al padre 25 anni prima; Hundert si rende conto che Blythe l'ha perdonato.

## Produzione

### Location
È stato girato nel collegio maschile Troy di New York.